# Szivarfafélék
A szivarfafélék (Bignoniaceae) az ajakosvirágúak (Lamiales) rendjének egyik családja az euasterid I (lamiid) kládban. Az Urania Növényvilág rendszerében a csövesvirágúak rendjének (Tubiflorae) egyik családja, a Borhidi-rendszerben a tátogatóvirágúak főrendjének (Scrophularianae) tátikafélék rendjébe (Scrophulariales) tartozik. A család fajait a 2000-es években 107 nemzetségbe sorolták, és ezeket 7, illetve nyolc nemzetségcsoportba vonják össze. Mintegy 900 fajuk ismert, de még rendszeresen fedeznek fel újakat.
Mivel Magyarországon egy fajuk sem honos, a többnyire dísznövénynek betelepített fajok többségét magyarul differenciálatlanul „szivarfának” nevezzük.

## Származásuk, elterjedésük
A család kozmopolita, de tagjai főként a trópusi és szubtrópusi területek növényei.
Valószínűleg Közép-, illetve Dél-Amerikában fejlődtek ki; máig itt él a legtöbb fajuk. Madagaszkár a másik, különösen fajgazdag területük. Itt él:
- a pántropikus Tecomeae nemzetségcsoport 4 nemzetségének 15 faja és
- a szigeten közel endemikus Coleeae nemzetségcsoport 4 nemzetségének 47 faja.

## Megjelenésük, felépítésük
Fák, cserjék és liánok, néhány faj azonban lágyszárú, egyéves növény. A liánok különleges járulékos szerveket fejlesztenek, hogy ezekkel kússzanak fel a fényhez a fák törzsén. Ezek között vannak rugószerűen csavarodó kacsok, tapadókorongok, a törzseket körülfonó gyökerek és elfásodó, erőteljes kampók is.
Leveleik szórtan állnak, a szélük többnyire ép. Virágaik nagyok, a csészelevelekben nektáriumokkal. A párta széles tölcsér vagy harang alakú. A virágból rendszerint két, különböző hosszú porzópár lóg ki. Magházuk felső állású, négyrekeszes. A magkezdemények az egyes rekeszekben két-két csoportban helyezkednek el. A termések alakja igen változatos, bennük sok mag nő. A termés- és virágszerkezet alapján a családot korábban négy alcsaládra bontották, ez a tagolást genetikai alapon hét nemzetségcsoportra módosították.

## Életmódjuk, termőhelyük
A trópusi-szubtrópusi növények többségéhez hasonlóan a legtöbb fajuk nem vagy csak mérsékelten fagytűrő; a Kárpát-medencében a kifagyás főleg a fiatal példányokat veszélyezteti. Egyes szivarfákat a denevérek porozzák be.

## Rendszerezés
A hét (nyolc) nemzetségcsoport igen közel áll egymáshoz, számos közös bélyeget megőriztek.

### Lopótökfafélék –Crescentieae
Két termőlevél nő össze egymással, köztük válaszfal található, melyek nem teljesen zártak. Termésük húsos, nem nyílik fel, de mégsem nevezhető valódi bogyótermésnek. Csak ebben a csoportban szárnyatlanok a magvak, és nincsenek levélkacsok, éppen ezért a legősibb alcsaládnak tekinthetők. A termésért termesztik a trópusokon a lopótökfát (Crestencia cujete), mely Közép-Amerikából származik. A termésből – a lopótökhöz hasonlóan – használati tárgyak, edények készíthetők.

### Tecomeae
Termőjük kétrekeszű, és a válaszfalak tökéletesen zártak, egy rekeszben két magléc található. Felnyíló tokszerű termésük alakul a magházból. A lapos magvakon egy hártyaszerű repítőkészülék helyezkedik el, melynek feladata a széllel való terjesztés. Az alcsalád fajait sokféle módon hasznosítják, például a termésből használati tárgyak készülnek, egyes fajok fája értékes, és dísznövények is akadnak közöttük.

### Szivarfák –Bignonieae
Nagyon hasonlít az előbbi alcsaládra, termőjük kétrekeszű, 2–2 magléccel, tokterméssel. Mindössze annyiban tér el, hogy máshogy nyílik fel a kiszáradt termés.

## Coleeae
Madagaszkáron közel endemikus taxon.

### Eccremocarpeae
Ebben a csoportban a magház egyrekeszű – a válaszfalak tökéletlen kifejlődése következtében. A termésből tok fejlődik, amely a továbbiakban a csúcsán zárva marad. Az alcsalád fajainak magján is fejlődik repítőkészülék.

## Catalpeae
Ebbe a rokonsági körbe tartozik néhány, hazánkban díszfaként közismert és kedvelt szivarfa:
- Catalpa erubescens,
- Catalpa bignonioides.